# Albert Ramos-Viñolas
Albert Ramos Viñolas (Marbella, 17 de Janeiro de 1988) é um tenista profissional espanhol.

## Carreira
Em 2011 conseguiu se tornar um dos 100 melhores do mundo pela ATP. Encerrou o ano de 2011 como o número 66 do mundo.

### Rio 2016
Em simples, ele perdeu na primeira rodada para Kei Nishikori, por 6-2, 6-4.

## Títulos

### Simples Finais
| Legenda (Simples) |
| Challengers (2)   |
| Futures (6)       |

### Vitórias (4)
| N. | Data           | Torneio     | Piso   | Oponente na final            | Placar         |
| 1. | Junho 30, 2008 | Espnha F25  | Saibro | Mounir El Aarej              | 4–6, 5–0, ret. |
| 2. | Março 9, 2009  | Espanha F9  | Saibro | Roberto Bautista-Agut        | 6–4, 6–4       |
| 3. | Maio 4, 2009   | Espanha F15 | Saibro | José Antonio Sánchez-de Luna | 6–2, 3–6, 6–4  |
| 4. | Maio 11, 2009  | Espanha F16 | Duro   | Pablo Santos                 | 6–2, 6–3       |

### Vice-Campeonatos (4)
| N. | Data              | Torneio     | Piso   | Oponente na final  | Placar      |
| 1. | Junho 19, 2006    | Espanha F20 | Duro   | Adrian Mannarino   | 0–6, 2–6    |
| 2. | Junho 26, 2008    | Espanha F21 | Saibro | David Díaz Ventura | 5–7, 3–6    |
| 3. | Setembro 7, 2009  | Sevilla     | Saibro | Pere Riba          | 6–7(2), 2–6 |
| 4. | Setembro 21, 2009 | Palermo     | Saibro | Adrian Ungur       | 4–6, 4–6    |